# ضغط العين

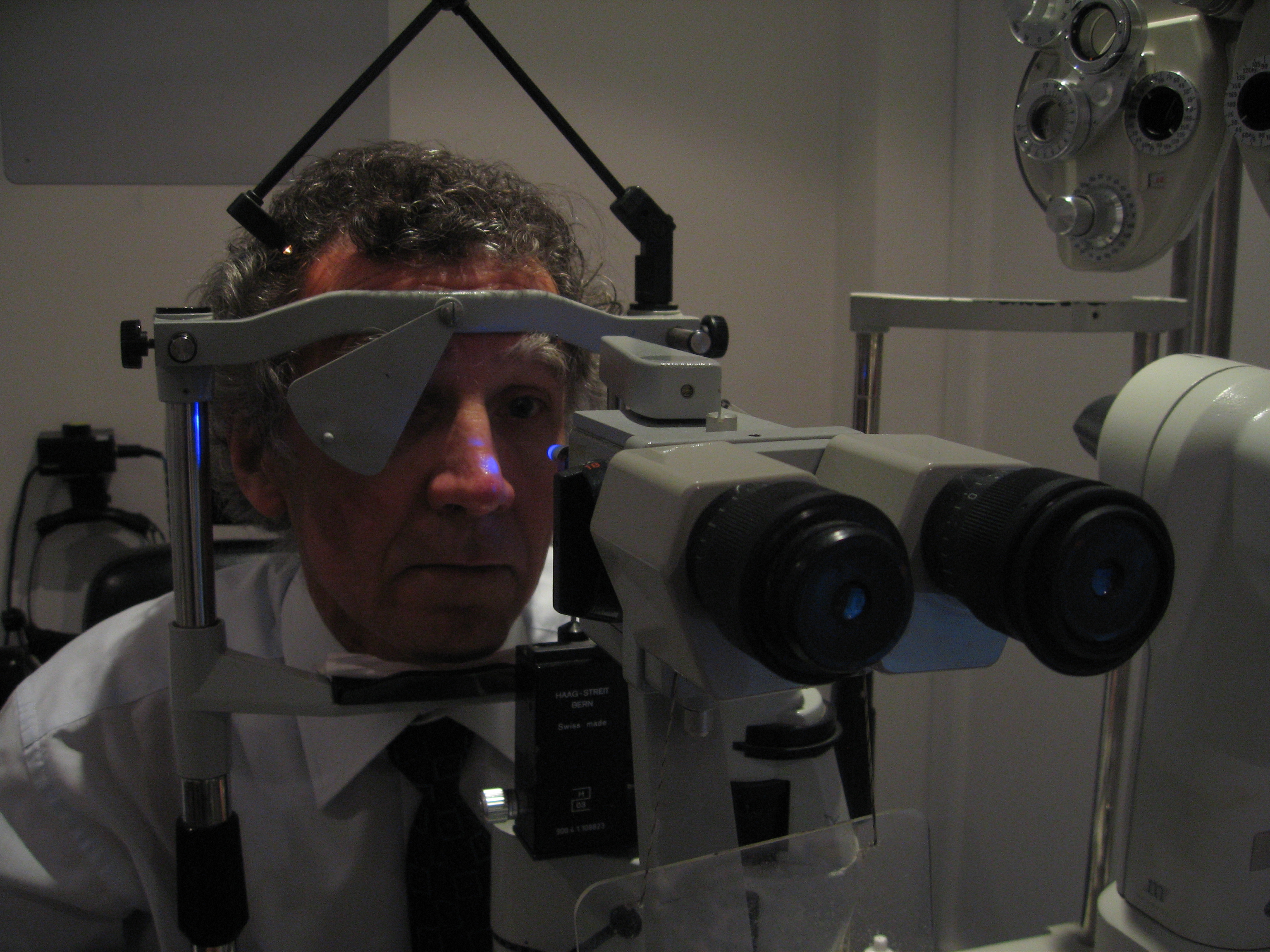

ضغط العين أو ضغط  داخل العين (intraocular pressure/IOP)  هو ضغط السائل داخل العين إذ يقوم المختصون بتحديده من خلال ما يسمى بقياس توتر العين (tonometry) يعد ضغطُ داخلِ العين (IOP) مهمًّا في تقييم حالة المرضى المعرضين لخطر الإصابة بالماء الأزرق (Glaucoma). وتعطي أجهزة قياس ضغط العين القياسات بالملمتر زئبق (mmHg).

## كيف ينتج فسيولوجياً
ينتج الضغط داخل العين عن عملية إنتاج الرطوبة المائية (aqueous humor) يقابلها عملية التصريف من خلال شبكة متخصصة (trabecular meshwork) موجودة في غرفة العين الأمامية (anterior chamber). بينما لا تؤثر الرطوبة الزجاجية (vitreous humor) في الجزء الخلفي من العين على تنظيم ضغط العين لكون حجمها ثابتاً.

## قياسه
يجرى قياس ضغط العين عند القيام بفحص شامل للعين، وتتأثر القيم المقاسة الناتجة بسماكة القرنية وصلابتها. لذلك فإِّن بعض عمليات تصحيح البصر قد تؤدي إلى نتائج خاطئة عند عملية القياس. وذلك أدّى إلى استخدام طرق جديدة في القياس من خلال الجفن العلوي والصلبة العينية (sclera) لا تتأثر بخصائص القرنية.  

## التصنيف
يتفق المختصون على  أَنَّ الضغط الطبيعي للعين يتراوح ما بين 10 ملم زئبق و 20 ملم زئبق [3] ويتفقون كذلك على أنّ المعدل الطبيعي هو 15.5 ملم زئبق.
وعليه فإنّ ارتفاع ضغط العين (ocular hypertension / OHT) هو زيادة في ضغط العين عن المعدل الطبيعي على الرغم من عدم وجود خلل في العصب البصري (optic nerve) والمجال البصري (visual field).
ويعد انخفاض ضغط العين حالة مرضية إذا كان الضغط  داخل العين يساوي 5 ملم زئبق أو أقل؛ إذ يشير هذا الانخفاض إلى حدوث تسرب في سائل العين وانكماشها.

## العوامل المؤثرة

### التقلبات اليومية الطبيعية
يتغير ضغط العين خلال الليل والنهار. حيث يكون التقلب في أثناء ذلك ما بين 3-6 ملم زئبق، وقد يبلغ أكثر من ذلك إذا كانت العين  مصابة بالماء الأزرق. وفي أثناء الليل يقل إنتاج الرطوبة المائية لكن قد لا يحدث تغير في ضغط العين.

### اللياقة وممارسة الرياضة
ممارسة بعض أنواع الرياضة قد ترفع ضعط العين لكن ما زالت الدراسات عن  تأثير ممارسة بعض أنواع الرياضة على ضغط العين غير قاطعة.

### العزف بالآلات الموسيقية
ربطت الدراسات العزف ببعض الأدوات الموسيقية الهوائية بارتفاع ضغط العين؛ حيث توصلت بعض  الدراسات إلى أَنَّ الزيادة في ضغط العين ترتبط بالضغط داخل الفم عند العزف على هذه الآلات بالإضافة إلى فقدان في المجال البصري مع الزيادة الناتجة في ضغط العين.

### الأدوية
يرتبط  ضغط العين بعوامل أخرى كمعدل نبضات القلب، ومعدل التنفس، وشرب السوائل، والأدوية التي تمر في الجهاز الدموي أو الأدوية المستعملة سطحيـًّا على الجلد.  ويقلل تعاطي الكحول والماريجوانا (marijuana) ضغط العين لمدة قصيرة، أمّا الكافيين(Caffeine)  فإنّه يزيده. ويسبب الجليسرول  (glycerol )(يستعمل لتقليل حلاوة عصائر الفواكه) نقصاناً سريعاً مؤقتّاً في ضعط العين مما يجعله مفيدًا في حالات ارتفاع ضغط العين الشديدة الطارئة.
ويزيد باسط العضلات سكسنل كولين (succinylcholine) المستعمل في التخدير  الضغط بمعدل 10 ملم زئبقي  لدقائق، وينبغي الانتباه له إذا احتاج المريض للتخدير بعد التعرض لصدمة أدّت مثلا إلى ثقب في كرة العين. ومن غير الواضح إلى الآن كيفية قيام باسط العضلات  (succinylcholine) بهذا التاثير لكن يعتقد بأنّه يسبب انقباض بعض العضلات وتوسع الأوعية الدموية في العين. و يسبب الكيتامين (ketamine)  زيادة في ضغط العين.

## أهميته
يشكل ارتفاع ضغط العين العامل الأكبر للإصابة بمرض الماء الأزرق .(glaucoma)
كانت عملية قياس ضغط العين نتيجة ثانوية في أثناء إجراء دراسات حول المواد الحامية التي ساعدت على التقليل مِنْ سرعة تفاقم مرض الماء الأزرق.
اختلاف قياس الضغط بين العين اليمنى واليسرى له أهمية سريرية حيث يرتبط بأنواع معينة من الماء الأزرق بالإضافة إلى التهاب العنبية (iritis) وانفصال الشبكية(Retinal detachment) .
قد يرتفع ضغط العين أيضا بسبب مشاكل تشريحية، أو التهابات في العين، أو عوامل جينية،  أو بسبب أعراض جانبية بسبب استعمال بعض الأدوية .
يتبع ضعط العين القوانين الفيزيائية، وأي عملية جراحية داخل العين يجب أن تأخذ بعين الاعتبار التغيرات في هذا الضغط إذ يؤدي ارتفاعه المفاجئ إلى ضغوطات دقيقة في العين ينتج عنها موت بعض الأنسجة وتؤثر على أعصاب الشبكية.أما الانخفاض المفاجئ فينتج عنه فقاعات صغيرة جدًا تشكل خثرات  قد ينتج عنها نقص الأوكسجين، وموت الأنسجة وأضرار في الشبكية.